# Sally Holmes
'Sally Holmes' est un cultivar de rosier, hybride de Rosa moschata, obtenu en 1976 par le rosiériste anglais Robert A. Holmes et introduit par la pépinière Fryer. Il est issu d'Ivory Fashion' (Boerner, 1958), floribunda blanc, et de 'Ballerina' (Bentall, 1937), Rosa moschata de couleur rose. Ce cultivar doit son nom à l'épouse de l'obtenteur, Mrs Sally Holmes. Il a été distingué comme rose favorite du monde en 2012. 

## Description
'Sally Holmes' peut atteindre 1,80 de hauteur. Son feuillage est d'un vert foncé d'aspect vernissé. Il fleurit en bouquets tout l'été avec des fleurs rose très pâle, devenant presque blanches ensuite. De forme simple, les fleurs montrent bien leurs étamines d'un jaune brillant, leur parfum est léger.
'Sally Holmes' supporte la mi-ombre et les hivers assez froids (zone de rusticité 5-9). Elle peut aussi bien être cultivée dans un jardin qu'en pot.

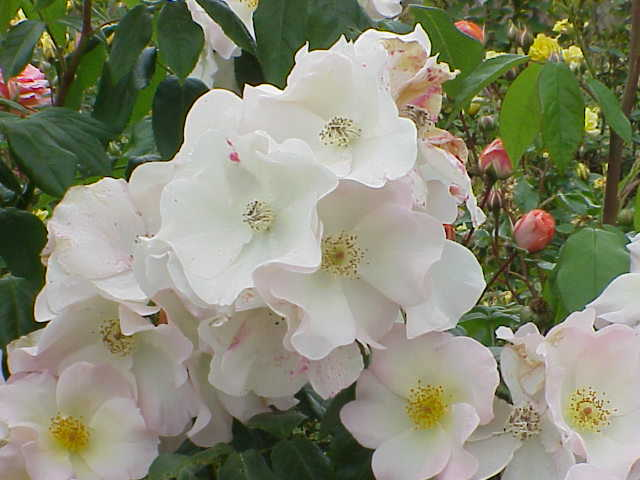
Floraison en bouquets.

## Quelques distinctions
- Médaille d'or à Monza (1979),
- Médaille d'or à Baden-Baden (1980)
- Médaille d'or à Portland (1993).
- Rose favorite du monde en 2012